# Wilhelm Steckling
Heinz Wilhelm Steckling  (ur. 23 kwietnia 1947 w Verl w Niemczech (archidiec. Paderborn) – niemiecki duchowny katolicki, w latach 1998-2010 generał misjonarzy oblatów, w latach 2014-2023 biskup diecezji Ciudad del Este w Paragwaju.

## Życiorys

### Dzieciństwo i seminarium
Wilhelm poznał misjonarzy oblatów podczas misji, które głosili w jego rodzinnym miasteczku.
Po ukończeniu gimnazjum w Gütersloh, i następnie oblackiego junioratu w Borken rozpoczął nowicjat w Engelport, gdzie 1 maja 1967 złożył swe pierwsze śluby zakonne. Naukę kontynuował w scholastykacie w Hünfeld i później w Moguncji, gdzie złożył śluby wieczyste 15 kwietnia 1973.

### Misjonarz
Święcenia kapłańskie przyjął w swojej rodzinnej parafii w Spexard niedaleko Gütersloh dnia 20 lipca 1974. W tym samym roku otrzymywał swą pierwszą obediencję do późniejszej wiceprowincji Pilcomayo i wyjechał do Paragwaju. Jego pierwszą pracą misyjną było rolnicze Guaranis. Później pracował jako formator w Asunción, szczególnie w prenowicjacie, położonym w dzielnicy przemysłowej.

### Superior i Generał
W latach 1986–1992 był superiorem prowincjalnym wiceprowincji Pilcomayo. Po skończeniu okresu urzędowania wracał do swej pracy w prenowicjacie, lecz podczas Kapituły Generalnej w 1992 roku został drugim asystentem superiora generalnego.
Podczas sześciu lat jako asystent generała odpowiedzialny był za formację, odwiedzał oblackie domy formacyjne na całym świecie. Pod jego kierownictwem ukazały się wytyczne odnośnie do formacji. Organizował sesje formacyjne dla formatorów i mistrzów nowicjatów. Po mianowaniu ojca Marcello Zago na sekretarza Kongregacji Ewangelizacji Narodów i zakończeniu jego kadencji Kapituła Generalna wybrała go w 1998 na Superiora Generalnego Zgromadzenia Misjonarzy Oblatów. We wrześniu 2004 roku podczas XXXIV Kapituły Generalnej został wybrany na drugą kadencję.
Po zakończeniu kadencji w 2010 roku powrócił z Rzymu do pracy misyjnej w Paragwaju. W 2012 objął funkcję rektora oblackiego seminarium w Asunción.

### Biskup
15 listopada 2014 papież Franciszek mianował go biskupem w diecezji Ciudad del Este we wschodnim Paragwaju. Sakry biskupiej udzielił mu 21 grudnia 2014 bp Claudio Giménez.
19 grudnia 2023 papież Franciszek przyjął jego rezygnację z urzędu biskupa diecezjalnego.